# Dioctria kazak
Dioctria kazak är en tvåvingeart som beskrevs av Pavel Lehr 1965. Dioctria kazak ingår i släktet Dioctria och familjen rovflugor. Inga underarter finns listade i Catalogue of Life.